# 西鉄エンジニアリング
西鉄エンジニアリング株式会社（にしてつエンジニアリング）は、西鉄グループの鉄道関連整備事業者である。旧社名は西鉄テクノサービス（にしてつテクノサービス）。

## 概要

### 拠点
- 本社 - 福岡県福岡市南区大橋二丁目10番3号
- 車両部 - 筑紫野市大字下見673-3
- 土木部 - 久留米市安武町安武本3153番4
- 電気部
  - 電力工事課・信通工事課・電気業務課 - 筑紫野市大字筑紫802番2号
  - 電気高架課 - 大野城市錦町二丁目5番1号 生津ビル201
  - 電気保守課
    - 福岡電力区・福岡信通区 - 福岡市南区玉川町22-14
    - 久留米電力区・久留米信通区 - 久留米市東櫛原町字淵の上324番2号
    - 柳川電力区・柳川信通区 - 柳川市三橋町下百町223-15
- 電子通信部
  - システム課・通信ネット課 - 福岡市南区大橋2丁目10番3号

前身の西日本車両・西鉄産業当時には、西鉄天神大牟田線花畑駅 - 試験場前駅（現・聖マリア病院前駅）間の沿線に、鉄道・軌道車両の修理・改造・整備等を行う久留米工場があり、高架化前の花畑駅とは引込線で接続していた。この久留米工場は西日本車両の創業時からの事業場であり、旧600形先頭車の1300形先頭車への改造や、100形の更新に伴う車体新造、廃車となった500形の解体、大牟田線から宮地岳線に転属する300形の先頭部非貫通構体の製作などが行われた。

### 主な事業
- 鉄道車両の検査・修理・改造・リニューアル
- 鉄道軌道・電気設備・通信設備の保守

## 沿革
- 1954年（昭和29年） - 久留米市津福本町において西日本車両株式会社（電車の整備・修理事業）設立[6][7]。
- 1968年（昭和43年） - 西日本車両に建設事業部門設立[7]。西鉄興産株式会社設立[8][9]。
- 1970年（昭和45年） - 西日本車両株式会社を西鉄産業株式会社に改称[7][8]。
- 2002年（平成14年） - 西鉄産業から電車・自動車整備修理部門を西鉄興産へ分割[7]。西鉄産業は西鉄建設株式会社に、西鉄興産は西鉄テクノサービス株式会社に、それぞれ改称[7][10]。
- 2006年（平成18年）3月1日 - 西鉄テクノサービスが西鉄建機株式会社を合併[10]。
- 2019年（平成31年）4月10日 - 西鉄テクノサービスが西鉄エンジニアリング株式会社に改称。